# Sumner (Iowa)
Sumner és una població dels Estats Units a l'estat d'Iowa. Segons el cens del 2000 tenia 2.106 habitants.

## Demografia
Segons el cens del 2000, Sumner tenia 2.106 habitants, 888 habitatges, i 575 famílies. La densitat de població era de 321,4 habitants/km².
Dels 888 habitatges en un 27,1% hi vivien nens de menys de 18 anys, en un 55,9% hi vivien parelles casades, en un 6,3% dones solteres, i en un 35,2% no eren unitats familiars. En el 32,1% dels habitatges hi vivien persones soles el 20,6% de les quals corresponia a persones de 65 anys o més que vivien soles. El nombre mitjà de persones vivint en cada habitatge era de 2,28 i el nombre mitjà de persones que vivien en cada família era de 2,88.
Per edats la població es repartia de la següent manera: un 22,9% tenia menys de 18 anys, un 6,1% entre 18 i 24, un 22,9% entre 25 i 44, un 23,2% de 45 a 60 i un 24,9% 65 anys o més.
L'edat mediana era de 44 anys. Per cada 100 dones de 18 o més anys hi havia 80,4 homes.
La renda mediana per habitatge era de 33.417 $ i la renda mediana per família de 44.318 $. Els homes tenien una renda mediana de 29.224 $ mentre que les dones 20.901 $. La renda per capita de la població era de 18.029 $. Entorn del 2,2% de les famílies i el 4,2% de la població estaven per davall del llindar de pobresa.

## Poblacions més properes
El següent diagrama mostra les poblacions més properes.